# Open Your Eyes (chanson de Snow Patrol)
Pour les articles homonymes, voir Open Your Eyes.
Singles de Snow Patrol
Set the Fire to the Third Bar
(2006) Shut Your Eyes
(2007)
Open Your Eyes est le cinquième single tiré de l'album Eyes Open de Snow Patrol, sorti en 2006.

## Clip
Le clip de la chanson est un montage du court métrage C'était un rendez-vous (1976), réalisé par Claude Lelouch et a été choisi à sa sortie comme clip de la semaine par le magazine Q.

## Utilisations
La chanson a été notamment utilisée dans les séries télévisées Urgences (saison 12, épisode 22), Grey's Anatomy (saison 3, épisode 2) the office (saison 9, épisode 23) et Les 4400 (saison 3, épisode 9). Elle a également servi de thème musical lors de la campagne présidentielle de Barack Obama de 2008.

## Classements
| Pays                                   | Positions |
| -------------------------------------- | --------- |
| Allemagne (Media Control AG)           | 73        |
| Australie (ARIA)                       | 53        |
| Belgique (Flandre Ultratop 50 Singles) | 56        |
| Irlande (Irish Singles Chart)          | 21        |
| Royaume-Uni (UK Singles Chart)         | 26        |